# Фо Гуан Шань
Фо Гуан Шань (кит. 佛光山, пиньинь Fó guāng shān) — международная организация китайского буддизма Махаяны (школа Линьцзи) и монашеский орден, основанный в Тайване, практикующий гуманистический буддизм, уделяющий особое внимание проповеди среди мирян, благотворительности и образовательной деятельности буддийского характера в противовес буддизму отшельников.
Орден, основанный в 1967 году Син Юном, продвигает гуманистический буддизм и известен своими усилиями по модернизации китайского буддизма. Орден славится использованием технологий, а его храмы часто оснащены новейшим оборудованием. Заявленная позиция Син Юня в отношении Фо Гуан Шань заключается в том, что он представляет собой «смесь всех восьми школ китайского буддизма» (кит. трад. 八宗兼弘, пиньинь bāzōng jiānhóng). Орден Фо Гуан Шань имеет ассоциированный колледж, Университет Фо Гуан, который предлагает степени бакалавра и магистра как в области буддийских исследований, так и в светских областях.

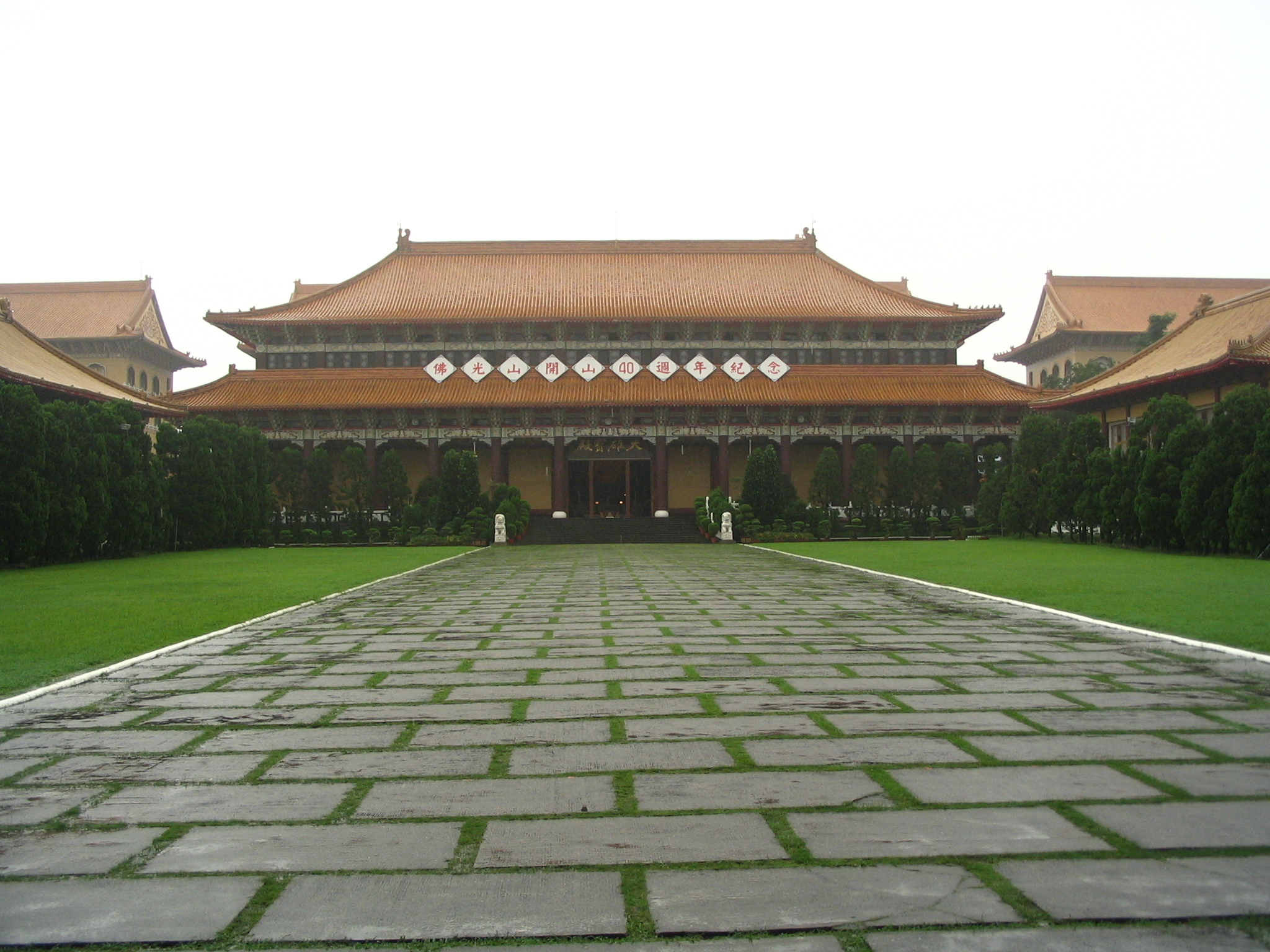
Монастырь.

Вместе с образовавшимися вокруг ордена ассоциациями мирян Фо Гуан Шань является в настоящее время одной из крупнейших буддийских организаций в мире и имеет свои представительства в 170 странах объединяя около 3500 монахов. Название Фо Гуан Шань дословно переводится «Будда, Свет, Горы» и символизирует три прибежища для вставших на путь просветления: Будду, Дхарму и Сангху. Духовный центр Фо Гуан Шань располагается в крупнейшем на Тайване монастыре находящемся в пригороде города Гаосюн.
Одним из организационных новшеств ордена является демократическая система выбора настоятеля (руководителя организации) с ограничением максимального срока нахождения в должности.
На Тайване Син Юня в народе называют одним из «Четырех Небесных Королей», а Фо Гуан Шань считается одной из «Четырех великих гор» или четырёх основных буддийских организаций тайваньского буддизма, наряду с горой барабана Дхармы, Цзы Чи, и Чунг Тай Шань.

## Деятельность

### Комитет по делам религий
Настоятель

### В России
В 1993 году Син Юнем учреждено Санкт-Петербургское общество «Фо гуан», которое до 1998 возглавлял Е. А. Торчинов (1956—2003).

## Распространение Дхармы

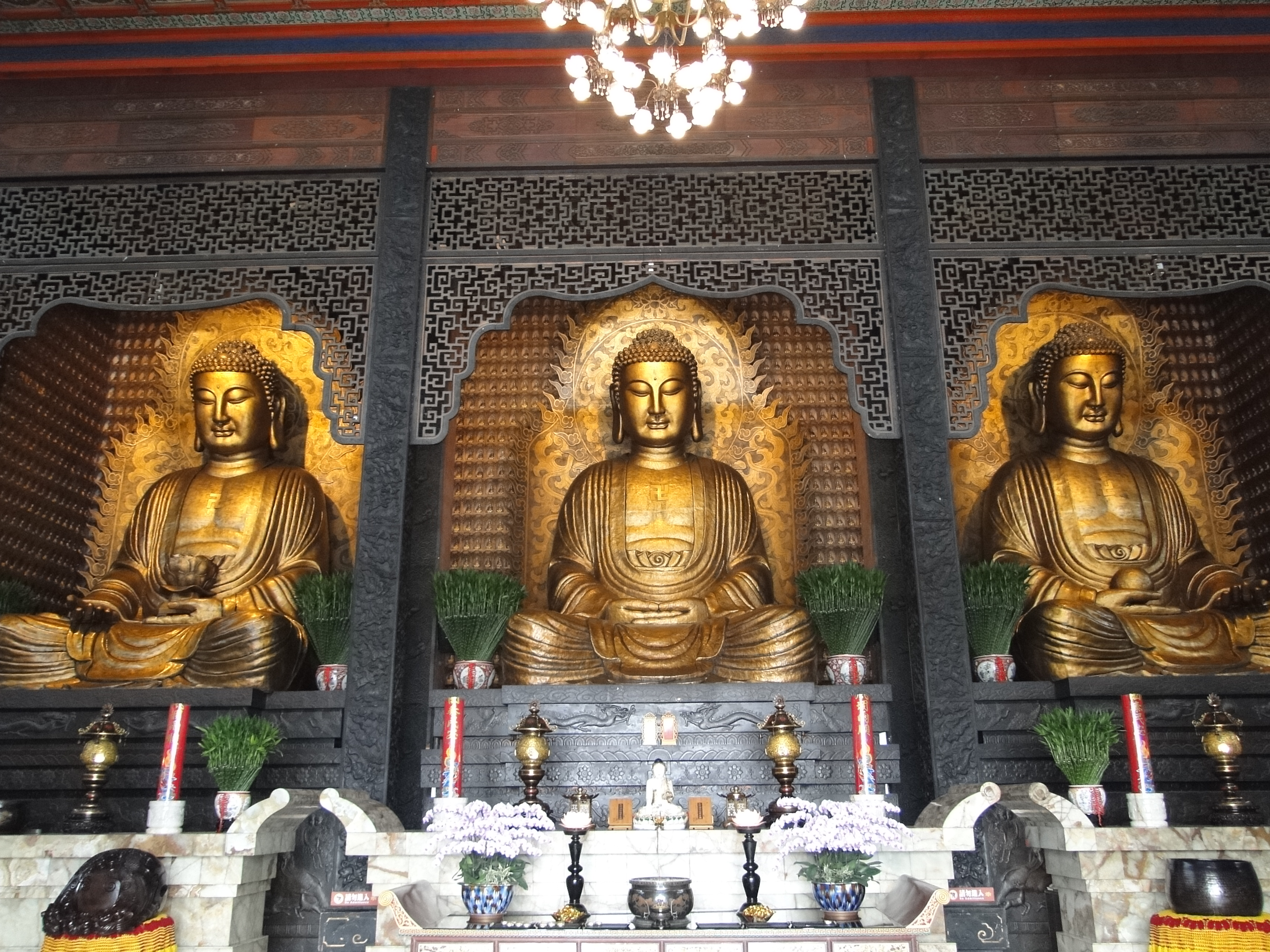
Статуи Будды в главном храме Фо Гуан Шань

Программы Дхармы Фо Гуан Шань включают лекции, читаемые в тюрьмах и на фабриках; программы по телевидению и радио, масштабные публичные лекции на Тайване и за границей, а также посвящение в пять заповедей, проводимое дважды в год в монастыре.
Все отделения Фо Гуан Шань организуют паломничества, чтобы привести в монастырь последователей буддизма из разных частей Тайваня и из-за границы. По прибытии паломники могут свободно пользоваться всеми видами деятельности, доступными для широкой публики.
В материковом Китае орден сосредоточен на культурном обмене, а не на религии как способе представления буддийских идей, поскольку обращение в свою веру в Китае незаконно.
Подход Фо Гуан Шань к распространению Дхармы сосредоточен на упрощении буддизма, чтобы сделать его более привлекательным для масс. Организация известна тем, что использует современные маркетинговые техники и методы проповеди, такие как использование лазерных шоу и мультимедийных дисплеев. Храмы Фо Гуан Шань не имеют входной платы и не допускают многих практик, обычно используемых в других китайских храмах, таких как гадание или присутствие продавцов. Несмотря на популярность организации, Фо Гуан Шань критиковали за то, что они «слишком сосредоточены на коммерциализме, расширении членской базы и строительстве больших храмов». (Шак и Сяо)

## Цели
- Распространять буддийские учения через культурные мероприятия;
- Воспитывать таланты через образование;
- Приносить пользу обществу через благотворительные программы;
- Очистить человеческие сердца и умы с помощью буддийской практики.

## Девизы

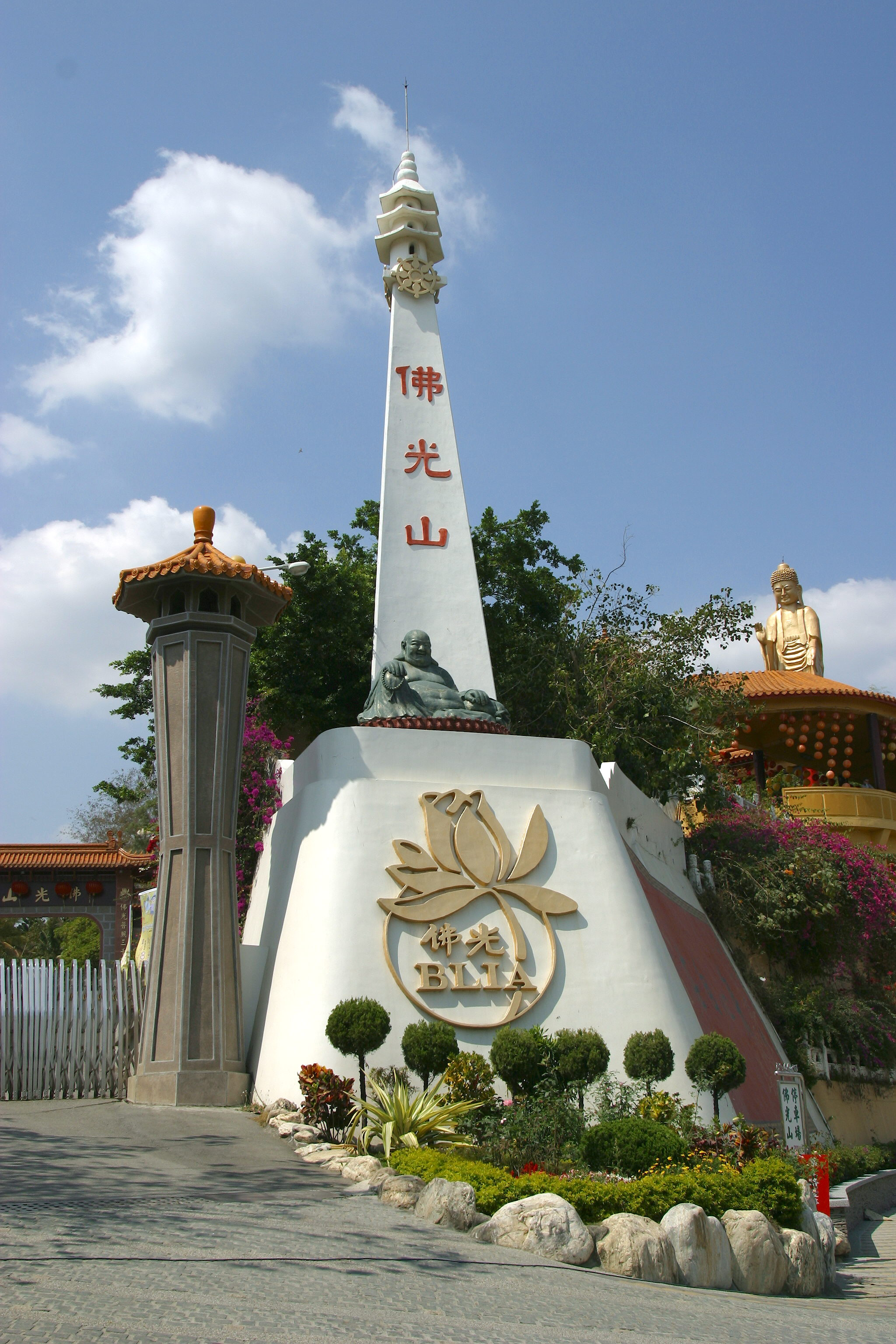
Главный вход в монастырь Фо Гуан Шань. Также виден логотип МАСБ, статуя Майтрейи и статуя Амитабхи в крайнем правом углу.

### Официальный девиз
Пусть Свет Будды сияет в десяти направлениях. Пусть поток Дхармы непрерывно течет к пяти великим континентам.

### Четыре стиха Фо Гуан Шань и МАСБ
- Пусть доброта, сострадание, радость и невозмутимость пронизывают все миры;
- Давайте лелеять и строить родство на благо всех существ;
- Пусть Чань, Чистая Земля и Заветы вдохновляют на равенство и терпение;
- Пусть наше смирение и благодарность породят великие обеты.[5]

### Рекомендации МАСБ
- Дайте другим уверенность
- Предлагайте другим радость
- Предложите другим надежду
- Предложите другим удобство[6]

## Настоятели и директора

Син Юнь (1967–1985)
Син Пин (1985–1995)
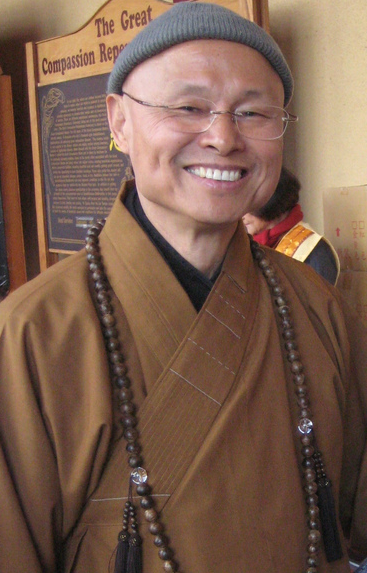
Син Тин (1997–2005)
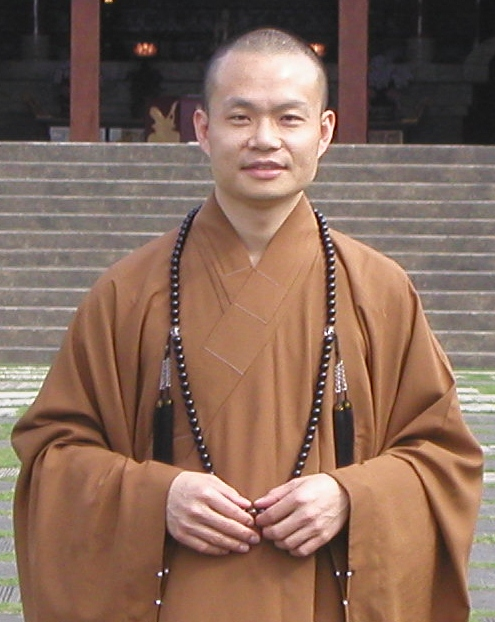
Син Пей (2005–2013)
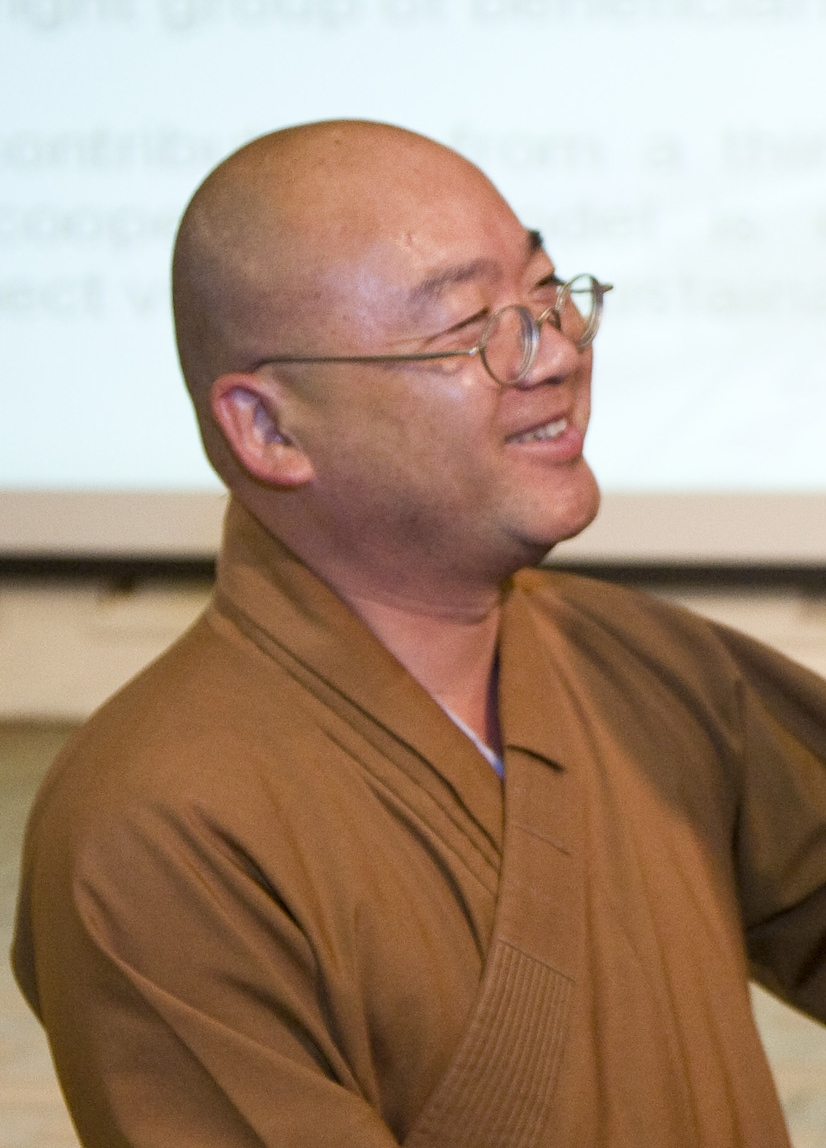
Син Бао (2013–н.в.)

## Отделения
- Монастырь Нань Хуа в ЮАР
- Монастырь Си Лай в Калифорнии
- Монастырь Нань Тянь в Австралии